# Средњи Липовац
Средњи Липовац је насељено место у саставу општине Нова Капела у Бродско-посавској жупанији, Република Хрватска.

## Историја
До територијалне реорганизације у Хрватској налазио се у саставу старе општине Нова Градишка.

## Становништво
На попису становништва 2011. године, Средњи Липовац је имао 302 становника.

## Попис1991.
На попису становништва 1991. године, насељено место Средњи Липовац је имало 487 становника, следећег националног састава:
| Попис 1991.‍ | Попис 1991.‍ | Попис 1991.‍ | Попис 1991.‍ | Попис 1991.‍ |
| ----------- | ----------- | ----------- | ----------- | ----------- |
|             |             |             |             |             |
| Хрвати      | Хрвати      |             | 484         | 99,38%      |
| Муслимани   | Муслимани   |             | 1           | 0,20%       |
| непознато   | непознато   |             | 2           | 0,41%       |
| укупно: 487 |             |             |             |             |